# دولت آزاد جونز (فیلم)
دولت آزاد جونز (انگلیسی: The Free State of Jones) یک فیلم در ژانر درام تاریخی وسترن به نویسندگی و کارگردانی گری راس است که بر اساس داستان زندگی نیوتون نایت و شورش مسلحانه او علیه ایالات مؤتلفه آمریکا در شهرستان جونز، میسیسیپی و در زمان جنگ داخلی آمریکا ساخته شده‌است. از بازیگران این فیلم می‌توان به متیو مک‌کانهی، گوگو امبتا-را، ماهرشالا علی و کری راسل اشاره کرد.
دولت آزاد جونز در ۲۴ ژوئن ۲۰۱۶ در ایالات متحده، و ۳۰ سپتامبر همان سال در بریتانیا اکران شد.

## داستان
نیوتون نایت، یکی از کسانی است که داستان زندگی و شورشی که در دوران جنگ داخلی انجام داد محل اختلاف افراد بسیاری در ایالات متحده بوده‌است. نایت یکی از جنگجویان جبهه جنوب بود که پس از مدتی از این جبهه به دلایل نامشخص خارج شد (عده‌ای معتقد بودند که وی به جهت اعتراض به نحوه به‌کارگیری نیروهای جنگ و به‌طور کل رفتار با رعیت‌ها و فقیران، از جنگ خارج شده‌است). جونز پس از بازگشت به زادگاهش در تصمیمی مخاطره آمیز، ارتشی با استفاده از شورشیان و بردگان آزاد شده تأسیس کرد و در منطقه‌ای در میسیسیپی به نام جونز کانتی، ایالتی مستقل تعریف نمود و قوانین خاص خود را در آن تعریف کرد. این تصمیم در ادامه با تقابل و کشته‌های زیادی همراه بود که البته نایت از تمامی این مبارزات مسلحانه‌ها جان سالم به در برد تا اینکه جنگ داخلی به پایان رسید. نایت پس از پایان جنگ داخلی زندگی خود را وقف افراد و بردگان آسیب دیده این جنگ کرد و همچنین با یک زن سیاه‌پوست که سابقاً برده بود نیز ازدواج کرد. نکته جالب در این باره این بود که یکی از فرزندان نایت از ازدواج قبلی اش، با یکی دیگر از فرزندانش از ازدواج دومش ازدواج کردند! داستان فیلم از این قرار است:
نیوتن نایت (متیو مک‌کانهی) رعیتی از منطقه می‌سی‌سی‌پی می‌باشد که پس از مشاهده از دست رفتن عزیزش در جنگ و همچنین رفتار کنفدراسیون جنوب، تصمیم به خروج از جنگ می‌گیرد و به جمع‌آوری نفراتی متشکل از بردگان فراری و دهقانان فقیر اقدام می‌کند تا ایالتی آزاد در زادگاهش پایه‌گذاری نماید. اما نایت برای دستیابی به خواسته‌هایش مخالفان مسلح زیادی را در مقابل خود می‌بیند که از کوچک‌ترین فرصتی برای ضربه زدن به او و تشکیلاتش بهره می‌برند و….